# مقياس هاملتون للاكتئاب
مقياس هاملتون لتقييم الاكتئاب (HRSD)،  هو استبيان متعدد العناصر يستخدم لتقديم مؤشر للاكتئاب، وكدليل لتقييم الانتعاش. نشر ماكس هاملتون أصلاً المقياس في عام 1960  وراجعه في عام 1966 ،  1967 ،  1969 ، ] و 1980. تم تصميم الاستبيان للبالغين، ويستخدم لتقييم مدى شدة اكتئابهم عن طريق التحقق من الحالة المزاجية، والشعور بالذنب ، والتفكير في الانتحار ، والأرق ، والإثارة، والقلق ، وفقدان الوزن ، والأعراض الجسدية.
انتقد مقياس هاملتون لاستخدامه في الممارسة السريرية لأنه يضع المزيد من التركيز على الأرق من مشاعر اليأس والأفكار المدمرة للذات والإدراك الانتحاري والأفعال. قد يظهر مضاد للاكتئاب فعالية إحصائية حتى عندما تزيد الأفكار الانتحارية ولكن النوم يتحسن، أو قد يكون مضاد للاكتئاب يؤدي إلى زيادة التأثيرات الجانبية للأعراض الجنسية والأمعاء المعوية على أنها أقل فعالية في علاج الاكتئاب نفسه مما هو عليه في الواقع . وأكد هاملتون أنه لا ينبغي استخدام مقياسه كأداة تشخيصية.
احتوت النسخة الأصلية لعام 1960 على 17 مادة (HDRS-17) ، ولكن تم استخدام أربعة أسئلة أخرى غير مضافة إلى الدرجة الكلية لتوفير معلومات سريرية إضافية. يتم تسجيل كل عنصر في الاستبيان على مقياس من 3 أو 5 نقاط، بناءً على العنصر، وتتم مقارنة الدرجة الإجمالية بالموصف المناظر. وقت التقييم حوالي 20 دقيقة.

## المنهجية
يتم تقييم المريض من قبل الطبيب على 17 إلى 29 بندًا (اعتمادًا على الإصدار) الذي تم تسجيله إما على مقياس ليكرت من 3 نقاط أو 5 نقاط. بالنسبة للنسخة المكونة من 17 بندًا، تعتبر النتيجة من 0 إلى 7 طبيعية، في حين أن درجة 20 أو أعلى (تشير إلى شدة معتدلة على الأقل) عادة ما تكون مطلوبة للدخول في تجربة سريرية. قد يتم تسجيل الأسئلة من 18 إلى 20 لإعطاء مزيد من المعلومات حول الاكتئاب (مثل ما إذا كان هناك اختلاف يومي أو أعراض بجنون العظمة) ، ولكنها ليست جزءًا من المقياس. هناك دليل منظم لإجراء الاستبيان متاح.
على الرغم من أن مقياس هاملتون الأصلي كان 17 عنصر، إلا أن الإصدارات الأخرى شملت 29 عنصر (HRSD-29).

## مقاييس أخرى
تشمل المقاييس الأخرى مقياس تصنيف مونتغمري-إسسبيرج للاكتئاب (MADRS) ، جرد بيك للاكتئاب (BDI) ، مقياس زونغ للركود الذاتي، مقياس تقييم الاكتئاب ويشلر،  مقياس تقييم الاكتئاب لراسكين،  ومقياس تقييم من أعراض الاكتئاب (IDS) ، مقياس الجرد السريع لأعراض الاكتئاب (QIDS) ،  وغيرها من الاستبيانات.